# Hồ ly hình lọng
Hồ ly hình lọng (danh pháp khoa học: Cnesmone peltata) là một loài thực vật có hoa trong họ Đại kích. Loài này được (Gagnep.) Croizat mô tả khoa học đầu tiên năm 1941.